# Ford Maverick (2021)
La Ford Maverick è un'autovettura di tipo pick up di classe media prodotta dal settembre 2021 dalla casa automobilistica statunitense Ford.
Presentato ufficialmente l'8 giugno 2021, è il pick up più piccolo commercializzato dalla Ford. Il Maverick si basa sulla piattaforma C2 con telaio monoscocca e trazione anteriore, condivisa con la Ford Kuga/Escape e il Ford Bronco Sport.

## Storia
Ford ha annunciato per la prima volta l'intenzione di lanciare un pick-up compatto basato sulla piattaforma C2 (già utilizzata dalla Ford Focus IV) nel gennaio 2019, contemporaneamente alla comparsa dei primi prototipi di pre-produzione. Nel luglio 2020, una foto del portellone è trapelata dagli stabilimenti di produzione, confermando che il veicolo si sarebbe chiamato Ford Maverick, nome che già è stato utilizzato per un'autovettura prodotta dalla Ford negli anni '70.
La Maverick viene prodotta presso lo stabilimento di Hermosillo insieme alla Bronco Sport, per i mercati automobilistici del Nord e del Sud America. La produzione è iniziata il 2 settembre 2021.

## Descrizione
Il Maverick è disponibile in tre livelli di allestimento: XL, XLT e Lariat, con la versione First Edition in edizione limitata disponibile solo al lancio e basato sull'allestimento Lariat. L'equipaggiamento di serie su tutti i modelli comprende il sistema di infotainment touchscreen Ford SYNC 3 con integrazione con smartphone Apple CarPlay e Android Auto, un modem integrato 4G LTE e volante multifunzione. Come optional (a seconda del livello di allestimento) sono disponibili un sistema audio Bang and Olufsen a otto altoparlanti con amplificatore, sistema di accesso senza chiave, sedili anteriori riscaldati, sistema di avviamento da remoto del veicolo, cruise control, tetto apribile elettrico, radio satellitare SiriusXM e la suite Ford CoPilot360 con le tecnologie di assistenza alla guida autonoma.
A spingere la vettura al lancio sono disponibili due motorizzazioni a benzina a quattro cilindri: una da 2,5 litri aspirata a ciclo Atkinson abbinata ad un motore elettrico costituendo così una propulsione ibrida che produce una potenza combinata totale di 194 CV (142 kW) collegato ad un cambio e-CVT e un 2,0 litri turbo Ford EcoBoost da 250 CV (186 kW) e 376 N⋅m di coppia abbinato a un cambio automatico a 8 velocità. Tutte le versioni del Maverick utilizzano un selettore del cambio a rotore situato nella console centrale. La trazione anteriore è di serie su tutti i modelli, mentre è disponibile in opzione anche quella trazione integrale ma solo per le varianti EcoBoost.

## Riconoscimenti
- North American Car of the Year 2022[8]